# Phyllotis darwini
Phyllotis darwini е вид бозайник от семейство Хомякови (Cricetidae).

## Разпространение
Видът е разпространен в Чили.